# Annual Review of Environment and Resources
Annual Review of Environment and Resources ist eine jährlich erscheinende begutachtete wissenschaftliche Fachzeitschrift, die seit 1976 von Annual Reviews herausgegeben wird. Gegründet wurde die Zeitschrift 1976 unter dem Namen Annual Review of Energy, 1991 erfolgte eine Umbenennung in Annual Review of Energy and the Environment. Seit 2003 firmiert sie unter dem Titel Annual Review of Environment and Resources.
Inhaltlich befasst sich die Zeitschrift aus der Sicht von Umweltwissenschaften und Umweltingenieurwissenschaften mit ökologischen Belangen, insbesondere dem Umgang mit Wasser- und Energieressourcen, dem Ressourcenmanagement und Globalen Wandel sowie der Erforschung von Ozeanen, der Atmosphäre und dem Klimawandel.
Der Impact Factor lag im Jahr 2016 bei 6,268, der fünfjährige Impact Factor bei 8,875. Damit lag die Zeitschrift beim zweijährigen Impact Factor auf Rang 10 von 229 Zeitschriften in der Kategorie Umweltwissenschaften.